# Norrpada
Norrpada est un groupe d'îles et une réserve naturelle dans l'archipel de Stockholm dans le comté de Stockholm en Suède,,,,.

## Norrpada
Norrpada, est un archipel inhabité composé d'environ 30 îles dont une partie constitue une réserve naturelle. Norrpada est situé à environ six kilomètres, au nord-est de Rödlöga et à 15 kilomètres au sud-est de Kapellskär. 
Norrpada fait partie la paroisse de Rådmansö et de la commune de Norrtälje.

## Réserve naturelle de Norrpada
Fondée en 1975, la réserve naturelle de Norrpada comprend les îles : Stora Kålskär (en partie), Middle Kålskär, Stenören, Kummelkobb, Skinnaskär, Idskär, Hallskär, Gummaskär et une partie de la  grande île d'Alkobben.
Norrpada compte de hautes collines rocheuses entourées d'une forêt d'aulne glutineux, de frêne commun et de trembles.
Durant l'été, fleurissent des plantes caractéristiques telles que le sceau-de-Salomon multiflore et l'ail des ours. 
Norrpada possède également une population d'if commun unique à Norrpada.